# Evenburg-Kaserne
Die Evenburg-Kaserne (bis 2010 Von-Lettow-Vorbeck-Kaserne) ist eine Kaserne der Bundeswehr im niedersächsischen Leer. Die Kaserne ist seit dem 1. April 2003 Standort des Kommandos Schnelle Einsatzkräfte Sanitätsdienst „Ostfriesland“ (kurz Kdo SES), welches aus der zum 31. März aufgelösten Sanitätsbrigade 1 hervorgegangen ist. Ihren Namen trägt die Evenburg-Kaserne seit Herbst 2010 in Anlehnung an die in unmittelbarer Nähe liegende Evenburg. Zuvor war sie nach dem deutschen Kolonialbeamten und General Paul von Lettow-Vorbeck benannt und hieß Von-Lettow-Vorbeck-Kaserne. Die Umbenennung erfolgte aus Zweifeln daran, ob der Name der Kaserne noch zeitgemäß sei.

## Kommando Schnelle Einsatzkräfte Sanitätsdienst „Ostfriesland“
Hauptauftrag des Kommandos Schnelle Einsatzkräfte Sanitätsdienst „Ostfriesland“ (Kdo SES) ist die flexible und rasche sanitätsdienstliche Versorgung im Einsatz. Diese umfasst zum einen die unmittelbare medizinische Vorort-Versorgung von Verwundeten und zum anderen den Verwundetentransport innerhalb des Einsatzgebietes oder aus diesem hinaus. Das Kommando ist dabei mit der Planung, Vorbereitung, Führung, Steuerung und Überwachung der Einsätze vertraut. In das Aufgabenfeld des Kdo SES fallen außerdem die Unterstützung humanitärer Hilfseinsätze und militärischer Evakuierungen. Des Weiteren wirkt das Kommando bei Ausbildungs- und Stabilisierungseinsätzen mit.
Die Truppenstärke des Kdo SES beläuft sich nach Angaben der Bundeswehr auf 800.